# 杜赫佐夫

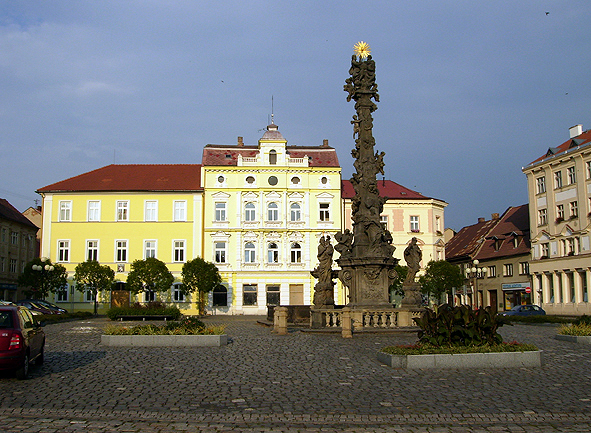

杜赫佐夫是捷克的城鎮，位於該國西北部，由烏斯季州負責管轄，面積15.4平方公里，海拔高度201米，鎮上的城堡建於十三世紀，該地區自史前時代有人類居住，2006年人口9114人。

## 外部連結
- Official website (Czech)
- Map of Duchcov (Czech)
- Description of the city on Bohemianet